# Vargula hilgendorfii
Vargula hilgendorfii (лат.), иногда называемая морским светлячком — вид ракушковых ракообразных. Это один из трёх биолюминесцентных видов, известных в Японии как уми-хотару (海蛍). V. hilgendorfii является единственным членом рода Vargula, который обитает у берегов Японии; все остальные члены этого рода обитают в Мексиканском заливе, Карибском море или у побережья Калифорнии. Численность V. hilgendorfii ранее была высокой, однако значительно сократилась еще в восьмидесятые годы XX века.

## Описание
V. hilgendorfii имеет всего 3 миллиметров в длину. Ведёт ночной образ жизни и обитает в песке на дне мелководья. Ночью активно кормится.

### Биолюминесценция

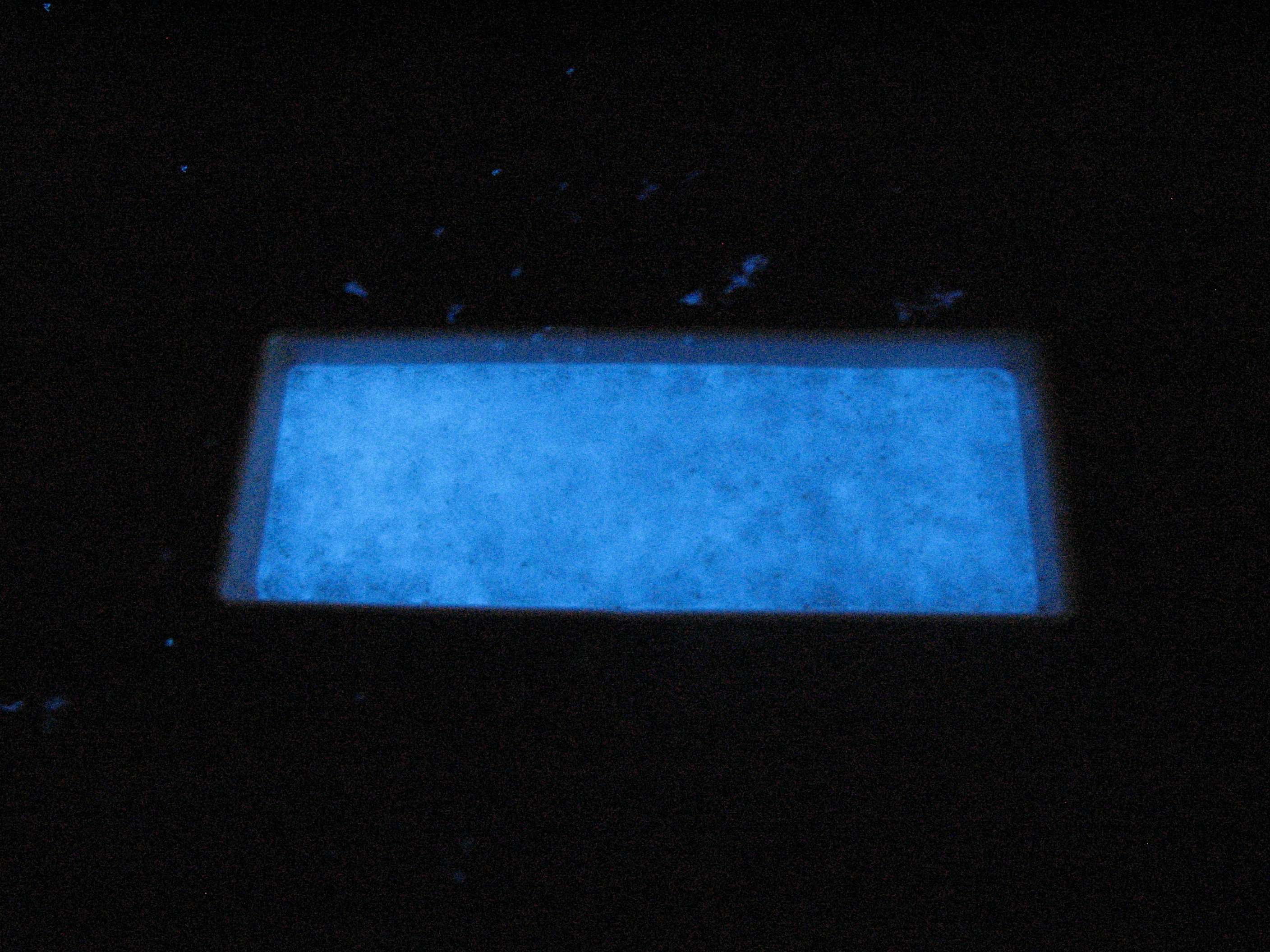
Свечение V. hilgendorfii

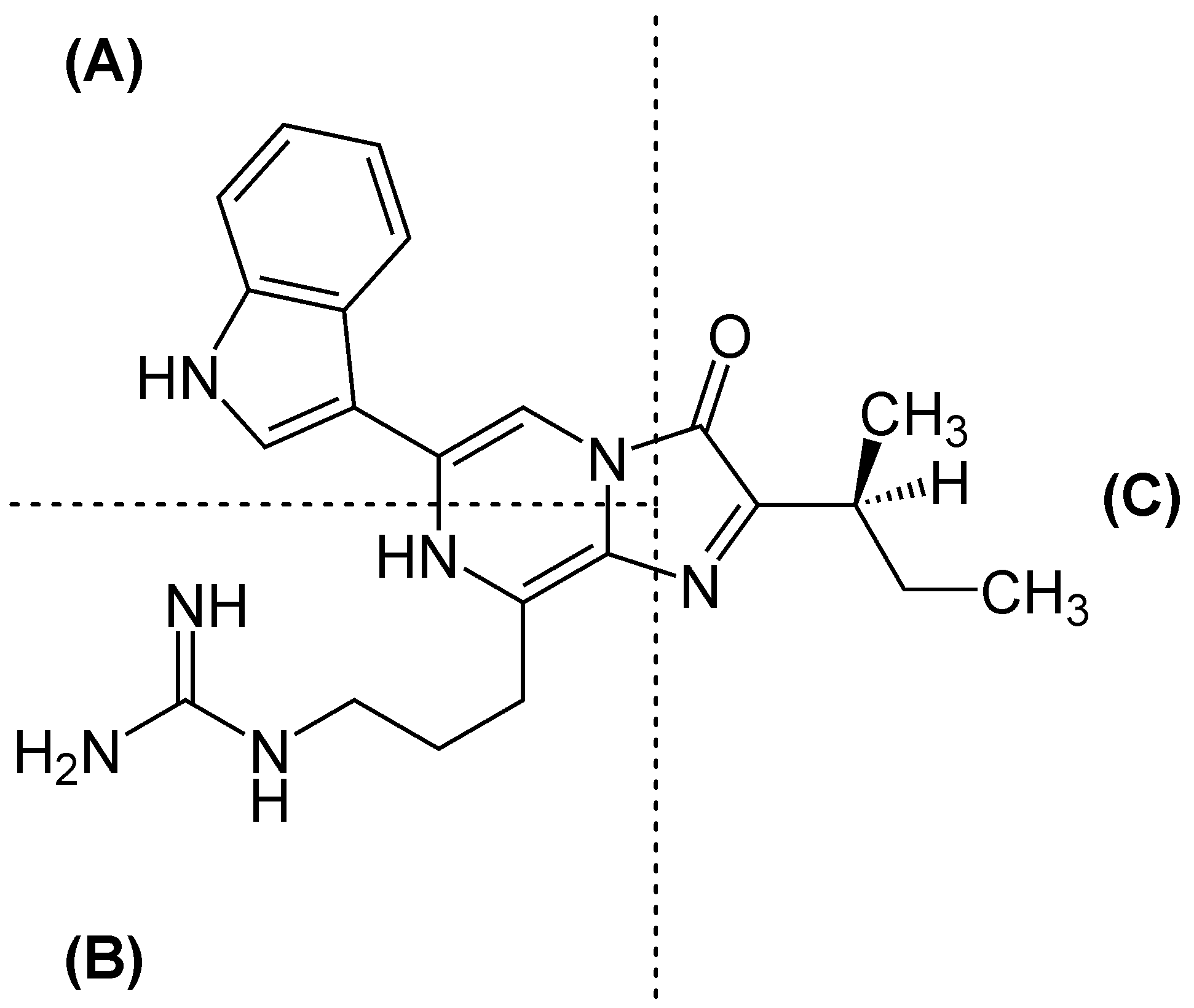
Варгулин — люциферин из Vargula hilgendorfii

V. hilgendorfii известен благодаря своей биолюминесценции. Он способен светиться голубым светом благодаря химической реакции между люциферином и ферментом люциферазой. Люцифераза состоит из 555-аминокислот и имеет молекулярную массу 61627 ед. Люцефирин, который в данном случае называется варгулин, — это органическая молекула массой 405.5 Да. Предполагается, что варгулин синтезируется путём соединения триптофана,аргинина и изолейцина.
Максимум люминесценции зависит от рН и солености воды, в которой происходит реакция. Он колеблется между 448 и 463 нм, с максимумом в 452 нм в морской воде. Люциферин окисляется, когда выбрасывается наружу из железы на верхней губе, а люцифераза служит катализатором этого процесса. В результате реакции получаются углекислый газ, оксилюциферин и кванты голубого света. В качестве промежуточного продукта образуется 1,2-диоксетановое кольцо; подобное промежуточное соединение образуется при биолюминесценции и у других светящихся организмов, а также при хемилюминесценции светящихся палочек.

## Распространение
V. hilgendorfii — коренной обитатель вод у южного японского побережья. Анализ его ДНК и РНК показал, что после последнего ледникового периода этот вид медленно мигрировал на север. Довольно плохие способности к плаванию, а также тот факт, что эти ракообразные являются живородящими и вынашивают яйца в матке, ограничивает их способность к миграции.

## История
Вид был впервые описан Густавом Вильгельмом Мюллером в 1890 году. Он назвал его в честь зоолога Франца Мартина Хильгендорфа (1839—1904). Биолюминесценция V. hilgendorfii длительное время была предметом научных исследований: первые исследования датируется аж 1917 годом. Лишь в 1968 году японским учёным удалось определить химическую структуру варгулина.
Сушеный морской светлячок иногда использовался в качестве источника света японской армией во время Второй Мировой Войны, чтобы читать карты при его тусклом свете. В 1962 году название вида было изменено с Cypridina hilgendorfii на Vargula hilgendorfii.